# مقاطعة بربور (فرجينيا الغربية)
مقاطعة بربور هي مقاطعة في فيرجينيا الغربية، بلغ عدد سكانها 16٬589  نسمة، في 2010، عاصمتها فيلبي، تبلغ مساحتها 888 كيلومتر مربع.

## الموقع
تشترك في الحدود مع:
- مقاطعة تايلور (فرجينيا الغربية)
- مقاطعة راندولف (فرجينيا الغربية)
- مقاطعة أوشور (فرجينيا الغربية)
- مقاطعة تاكر (فرجينيا الغربية)
- مقاطعة بريستون (فرجينيا الغربية)
- مقاطعة هاريسون (فرجينيا الغربية).